# 杭艾
杭艾（穆麟德轉寫：hanggai），滿洲人，清朝政治人物、清朝兵部尚書。
曾任左都御史。康熙二十一年十月庚寅，接替折爾肯，擔任清朝兵部尚書，后改戶部尚書。由哈占接任。康熙年間卒。